# Futiga
Futiga è un villaggio delle Samoa Americane appartenente alla contea di Tualatai del Distretto occidentale. In base al censimento del 2000 ha 731 abitanti.